# Консул (дипломация)
 Тази статия е за термина в дипломацията.  За други значения вижте консул.  
Консул в съвременността се нарича длъжностното лице от дипломатическо представителство на една държава, но с по-нисък ранг от посланика, назначено за постоянен представител в някой град на друга държава, което защитава юридическите и икономически интереси на своята (упълномощилата го) държава и нейните поданици (граждани). Има четири нива на дипломатическата служба, отнасящи се до длъжностните лица в консулството: генерален консул, консул, вицеконсул, „консулски агент“.